# Художник граффити (фильм)
«Худо́жник граффи́ти» (англ. The Graffiti Artist) — независимый фильм сценариста, режиссёра и продюсера Джеймса Болтона. Первый раз демонстрировался на Берлинском кинофестивале в 2004 году.

## Сюжет
Ник, семнадцатилетний бездомный подросток, на протяжении первой трети фильма безмолвно и угрюмо бродит по улицам Портленда в поиске пустых стен для своих рисунков. Он едет в Сиэтл, чтобы посмотреть, что там происходит, и встречает своего ровесника Джесси, который также одержим граффити. Джесси, в отличие от Ника получает финансовую поддержку от своей семьи. Этих денег ему вполне хватает для того, чтобы снять дешевое жилье для ночлега, купить в магазине новый скейтборд и краски. Между Ником и Джесси завязывается дружба, и теперь они вместе придумывают сюжеты для своих новых рисунков, обсуждают природу искусства, немного наивно, с позиции своего семнадцатилетнего возраста. Ник рисует ради того, чтобы просто рисовать. Самовыражение для него важнее всего, даже если оно идет вразрез с законом. Джесси же надеется когда-нибудь продать свои идеи. Такой подход возмущает Ника, он считает себя свободным художником. Джесси убеждён, что за все нужно платить, нельзя постоянно воровать. И этим ставит Ника в тупик. В одну из ночей Ник и Джесси вступают в гомосексуальные отношения. Ник понимает, что влюбился, Джесси же напуган тем, что произошло. Их дружба обречена, Джесси возвращается в Портленд, а Ник снова оказывается на улице, наедине со своими рисунками и неопределенным будущим.

## В ролях
| Актёр                | Роль   |
| -------------------- | ------ |
| Рубен Банси-Снеллман | Ник    |
| Пеппер Фаджанс       | Джесси |

## Саундтрек

Обложка диска с саундтреками к фильму

Музыку к фильму написал Кид Локо. Саундтрек «The Graffiti Artist (Original Soundtrack)» вышел 2 мая 2005 года на лейбле Mettray Reformatory Pictures:
1. «First Track»
2. «Lovely Second Track»
3. «Super Third Track»
4. «Don’t Forget The Fourth Track»
5. «Wow, Track Five»
6. «Six Is Nice»
7. «Ohh, Track Seven!»
8. «Eight Is Great»